# Elisabeth Karg-Gasterstädt
Klara Elisabeth Karg-Gasterstädt (* 9. Februar 1886 in Gröditz; † 24. August 1964 in Leipzig) war eine deutsche Mediävistin (Altgermanistin)  und Professorin für Deutsche Philologie an der Universität Leipzig.

## Leben

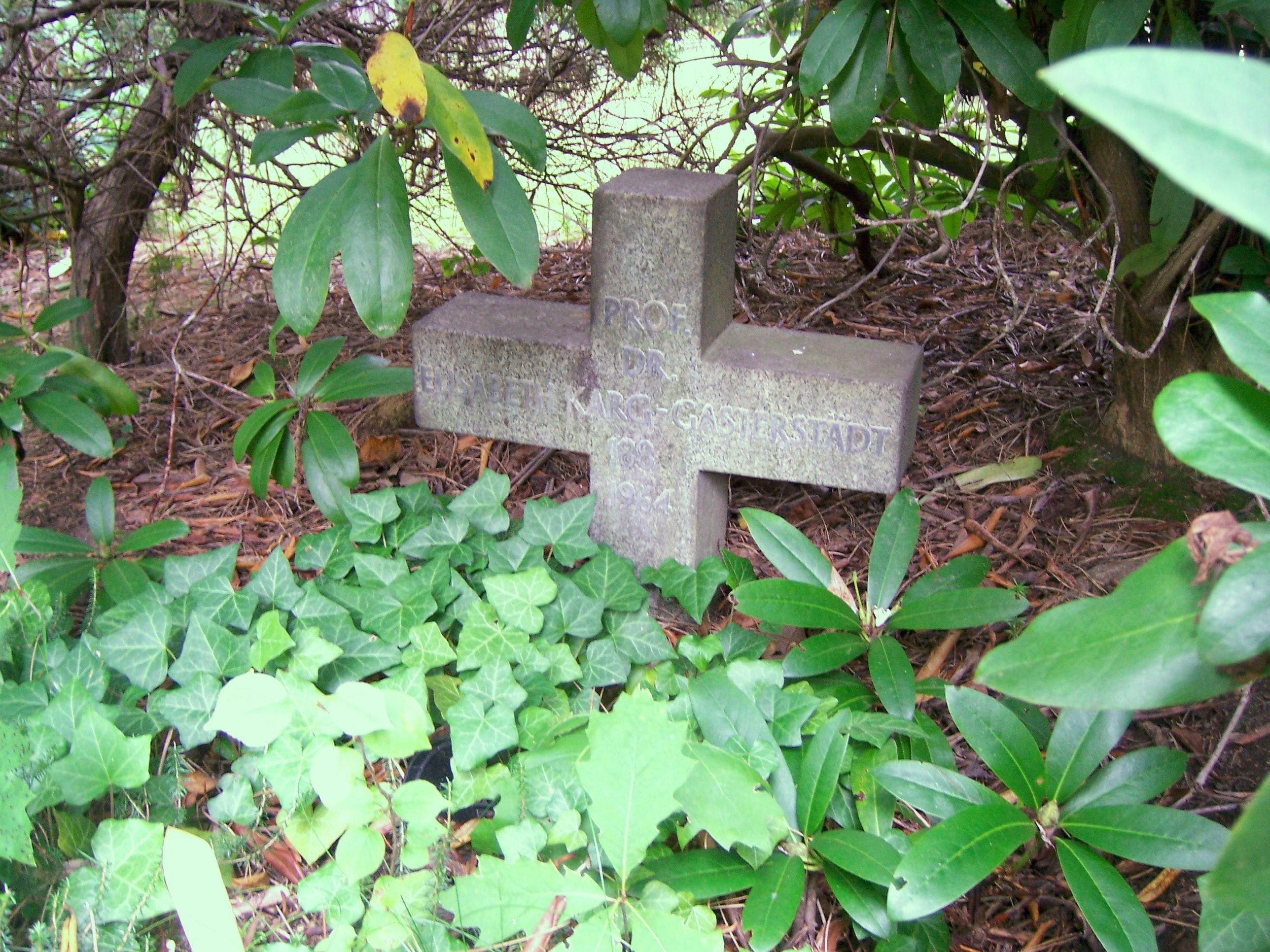
Grabstätte von Elisabeth Karg-Gasterstädt auf dem Südfriedhof in Leipzig

Elisabeth Gasterstädt, Tochter des aus Schwaben stammenden Fabrikdirektors Karl Gasterstädt und dessen Frau, Sophie, geborene Schönleber, besuchte von 1909 bis 1912 in Stuttgart das Höhere Lehrerinnenseminar im Königin-Katharina-Stift. Anschließend war sie an der dortigen Prieser’schen Höheren Mädchenschule als Lehrerin tätig.
Von 1914 bis 1920  studierte sie an den Universitäten Tübingen und Leipzig Germanistik, Anglistik und Romanistik.
Von 1918 bis 1922 arbeitete sie als Bibliothekarin am Institut für Germanistik in Leipzig und promovierte 1920 bei ihrem Lehrer Professor Eduard Sievers über das Thema Zur Entstehungsgeschichte des Parzival. Fortan war sie als wissenschaftliche Assistentin am Germanistischen Institut tätig. 1932 gab Elisabeth Karg-Gasterstädt gemeinsam mit Theodor Frings die Beiträge zur Geschichte der deutschen Sprache und Literatur heraus, für die sie auch zahlreiche Artikel verfasste. Ab 1930 war sie zugleich Mitglied der Sächsischen Prüfungskommission für das Höhere Schulwesen.
Aufgrund ihrer 1922 geschlossenen Ehe mit dem Germanisten und Volkskundler Fritz Karg musste sie 1933 wegen des Verbots des doppelten Einkommens für Verheiratete aus dem Universitätsdienst ausscheiden. Nach ihrer Scheidung übernahm sie 1935 die Leitung der Arbeitsstelle für das Althochdeutsche Wörterbuch und war mit mehreren Beiträgen an der Vorbereitung des Verfasserlexikons Die deutsche Literatur des Mittelalters beteiligt.
Nach einer beruflichen Zwischenstation am Thüringischen Staatsarchiv Altenburg war sie ab 1946 wiederum als Assistentin und ab 1948 als wissenschaftliche Oberassistentin am Germanistischen Institut der Universität Leipzig beschäftigt. 1952 wurde sie zur Professorin mit vollem Lehrauftrag für Deutsche Philologie an der Philosophischen Fakultät der Universität Leipzig ernannt.
Kurz nach ihrer Emeritierung wurde sie 1955 als eine der ersten Frauen zum Mitglied der Philosophisch-historischen Klasse der Sächsischen Akademie der Wissenschaften in Leipzig gewählt.
Anlässlich ihres 75. Geburtstages wurde die unpolitische Gelehrte mit dem Vaterländischen Verdienstorden der DDR in Silber geehrt.
Bis zu ihrem Tode fühlte sich Elisabeth Karg-Gasterstädt der Herausgabe des Althochdeutschen Wörterbuches verpflichtet, dem sie die Form gegeben und die Richtung gewiesen hat.

## Werke (Auswahl)
- Zur Entstehungsgeschichte des Parzival, Dissertationsschrift, M. Niemeyer, Halle/Saale 1925
- Ausgewählte Stücke aus der Egilssaga Skallagrímssonar, M. Niemeyer, Halle/Saale 1934
- Althochdeutsches Wörterbuch, Bde. 1–3, Akademie-Verlag, Berlin 1952ff (In Zusammenarbeit mit Theodor Frings und Rudolf Grosse)
- Althochdeutsch Thing – neuhochdeutsch Ding. Die Geschichte eines Wortes, Akademie-Verlag, Berlin 1958 (= Berichte über die Verhandlungen der Sächsischen Akademie der Wissenschaften zu Leipzig: philologisch-historische Klasse, 104, 2)
- Die Minnesinger in Bildern der Manessischen Handschrift (Nachwort), Insel Verlag, Frankfurt am Main / Leipzig 1962 (Insel-Bücherei 450/1B)

### Bearbeitungen
- Schriftenverzeichnis Eduard Sievers, in Theodor Frings: Eduard Sievers, Hirzel, Leipzig 1933 (Berichte über die Verhandlungen der Sächsischen Akademie der Wissenschaften zu Leipzig. Philologisch-historische Klasse, Bd. 85., H. 1)
- Fragen und Forschungen im Bereich und Umkreis der germanischen Philologie. Festgabe für Theodor Frings zum 70. Geburtstag, 23. Juli 1956, in Verbindung mit dem Institut für Deutsche Sprache u. Literatur hrsg. von Elisabeth Karg-Gasterstädt u. Johannes Erben, Akademie-Verlag, Berlin 1956